# Потапиха (Ульяновская область)
Потапиха — село Сенгилеевского района в составе Тушнинского сельского поселения. 

## География
Находится на расстоянии примерно 25 километров по прямой на запад-северо-запад от районного центра города Сенгилей.

## Население
Население составляло 9 человек в 2002 году (русские 33%, чуваши 56%), 2 по переписи 2010 года.